# Włodzimierz Ławniczak (profesor)
Włodzimierz Ławniczak (ur. 1927, zm. 21 października 2012 w Poznaniu) – polski profesor, filozof, estetyk i historyk sztuki.

## Życiorys
Pochodził z Leszna, gdzie zdał maturę. Ukończył historię sztuki na UAM, a potem pracował w Muzeum Narodowym w Poznaniu. Był wieloletnim (1977-1997) kierownikiem Zakładu Logiki i Metodologii Nauk Instytutu Filozofii UAM. Piastował też funkcję prodziekana Wydziału Nauk Społecznych na tej uczelni (1975-1981). Odznaczony m.in. Krzyżem Kawalerskim Orderu Odrodzenia Polski, Złotym Krzyżem Zasługi i Medalem Komisji Edukacji Narodowej.

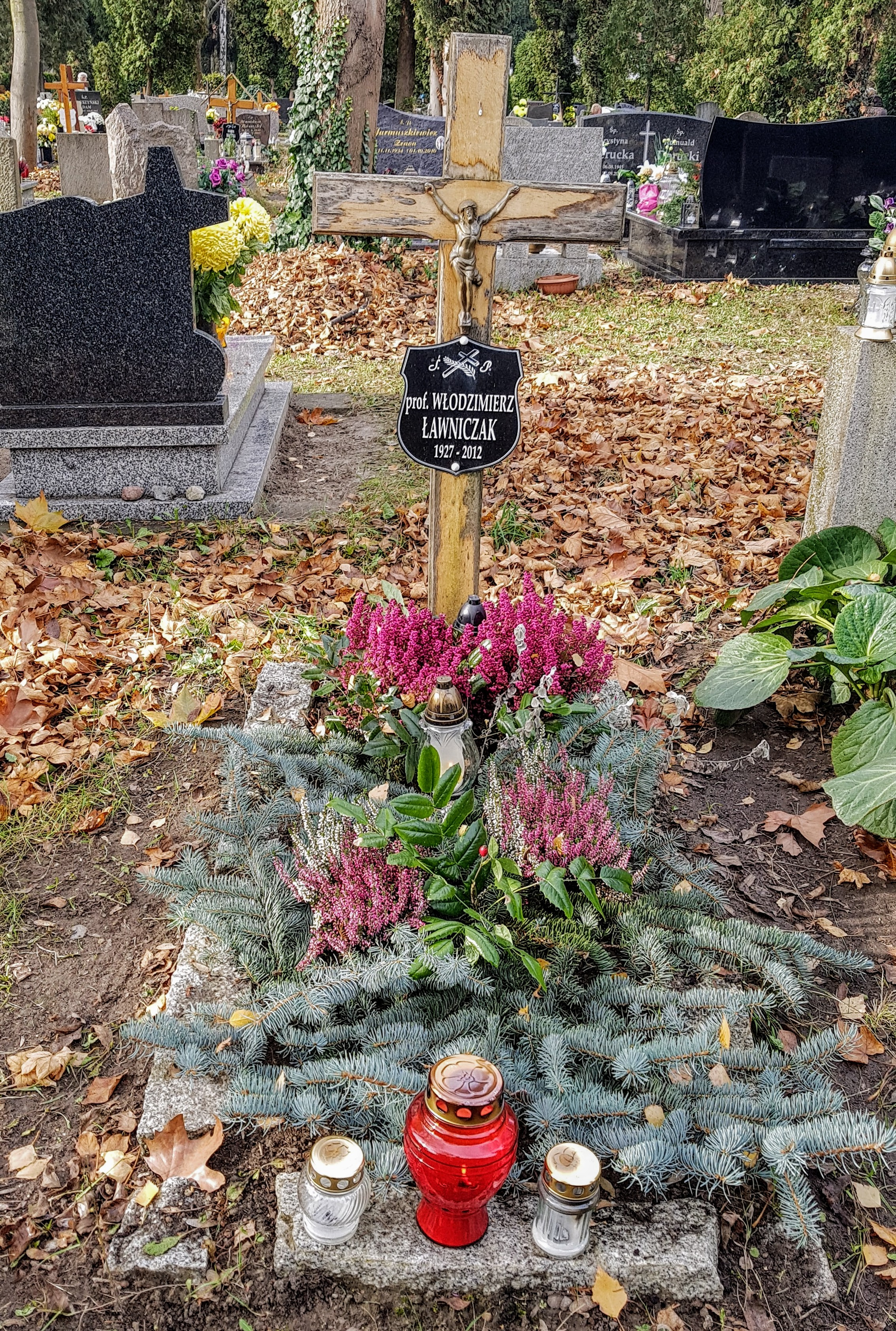
Grób prof. Włodzimierza Ławniczaka na Cmentarzu Bożego Ciała w Poznaniu (stan z 2019)

Pochowany został na cmentarzu Bożego Ciała, po nabożeństwie w kościele Ofiarowania Pańskiego przy ul. Bluszczowej w Poznaniu na Dębcu (26 października 2012).

## Zainteresowania
Zainteresowania naukowe obejmowały przede wszystkim zagadnienia z zakresu estetyki, semiotyki, filozofii sztuki, logiki, metodologii i epistemologii. Opublikował m.in. następujące książki: 
- Uzasadniająca rola analogii. Studium wnioskowań w historii sztuki, Poznań, 1971,
- Teoretyczne podstawy interpretacji dzieł sztuki, Poznań, 1975,
- Badanie dzieła sztuki. Analiza czynnika interpretacyjnego, Warszawa-Poznań, 1983[2].

Należał ponadto do pierwszej generacji naukowców tworzących tzw. Poznańską Szkołę Metodyczną.